# Język kombai
Język kombai (a. komboy) – język transnowogwinejski używany w prowincji Papua w Indonezji, przez członków ludu Kombai. Według danych z 1991 roku ma 4 tys. użytkowników.
Serwis Ethnologue wyróżnia dwa dialekty: kombai centralny, tayan.
Nazwa „kombai”, przyjęta w użyciu międzynarodowym, to indonezyjska adaptacja wyrażenia khombaye lu („mowa ludzi”).